# Mek Pek
Mek Pek (født Mek Falk; 4. januar 1964 i Århus) er en dansk sanger og skuespiller. Han har deltaget i en række forskellige konstellationer som frontmand, og udgivet flere albums med musik til børn.

## Karriere
Mek Pek begyndte sin karriere i 1979 i punkbandet Lost Kids, hvor han spillede bas. Efter opløsningen af Lost Kids dannede han sit eget band i 1982, der tog navnet Mek Pek Party Band, og i 1987 dannede han The Allrights, som han optrådte med under navnet Mek Pek & The Allrights.
Mellem 1984 og 1987 arbejdede han sammen med Kim Larsen, hvor han spillede trompet på Kim Larsen & Bellamis turne. Han medvirkede også på albummet Forklædt som voksen (1986).
Efter årene med Kim Larsen, spillede Mek Pek teater, lavede TV og film, og flyttede til Kbh., hvor han mødte Kim the Nekroman, som han startede Mek & The Pek'a'billies sammen med, hvor også de to med blæsere fra Kim Larsen og Mek Pek Party band, Kim Neergaard og Niels Mathiasen, samt Randers Trioen The Alligators, var med. Mek & The Pek'a'billies udgav ét album i 1994, der blev finansieret af Royalty indtægterne fra Åh abe, Lille Frække Frederik og Tre små fisk, som de indspillede til Åh abe og Pa-papegøje pladerne i start 90'erne.
Mek Pek spiller omkring 100 børnekoncerter om året.
I 2022 gik Mek Pek i studiet med sin søn, produceren Emil Falk og sit band, Mek Pek Party band, og indspillede 6 nye dansksprogede sange, i soul / ska genren. EP'en forventes release oktober 2022, og kommer til at hedde "Simpel Mand".
Han medvirket i film som Casanova, Hvor kommer mælk fra? og Take it easy. Han har udgivet adskillige CD'er til børn. I 1987 blev han udnævnt til "Årets mest sexede mand" af Ekstra Bladets læsere.
Den 12. oktober 2023 udkom Meks første børnebogsprojekt Anton og Sassabassa, i samarbejde med tegneserieskaber og forfatter H. Christian Vang.

## Privatliv
Mek Pek er søn af skolelærer Ivalo Falk og Leif Falk som var musiker, musikpædagog, skolelærer og docent på det jyske musikkonservatorie.
Han var gift med Dorte Albæk fra 1988 - 2004, og sammen fik de tre sønner; tvillinger i 1988 og én i 1996.
Mek Pek blev gift igen, med Sara Pape (født 20. september 1973), i 2013, de blev skilt igen i 2014. Mek og Sara har en datter (født 12. april 2010) sammen.
Mek mødte Mette Krebs i maj 2017, og de flyttede sammen i september 2018.

## Diskografi
Solo
- Mek & the X-mas Peks (1999)
- Simpel Mand albummet udkom i efteråret 2022.1996 : Peks Stiveste (1996)
- 2006 : Mek Pek Greatest (2006)
- 2021: Det svinger i Vestergade (Ærøskøbing-sangen) (single)
- 2022: Simpel Mand (EP) (2022)
- 2022: Du ka' få mig til hvad som helst (single)
- 2022: Min Baby (Ka ikk li rock og rul) (single)
- 2022: SIMPEL MAND (Onesided 6 track album)

Med Lost Kids
- Bla bla (1979)
- Bla Bla Bla (1981)

Med Mek Pek Party Band
- Mek Pek Party Band (1982)
- Picnic (1983)
- Pek'en Passer (1999)
- Smil til hele verden (Single - 2010)
- Doktor, Doktor (Single 2011)

Med Mek Pek & The Allrights
- Så gør vi bare som om... (1987)
- Pigen & Trompeten (1988)
- Check min Mambo (1991)

Med Mek & The Pek'a'billies

Mek & The Pek'a'billies (1994)
Mek and the X-mas Peks (2000)
Med Mek Pek & Habbasutterne
- Mek Pek & Habbasutterne (2000)
- Gum gum gummiand (2001)
- Nummer 3 (2004)

Gæsteoptræden
- Thomas (1985) - Thomas Helmig
- Forklædt som voksen (1986) - Kim Larsen & Bellami
- Krig og Kærlighed (1990) - Linnet/Salomonsen
- Åh Abe-serien
  - Åh Abe (1993) - med Mek Pek and the Pek'a'billies
  - Pa-Papegøje (1994)
  - Tangokat (1995) - med Mek Pek Partyband
  - Hej Frede (1996) - med Mek Pek Partyband
  - Hemli' Helikopter (1997)
  - Nissekys og stjernedrys (1998) - med Mek Pek Partyband
  - Tusindvis af Is! (1999) - med Mek Pek Partyband
- Krumme - Det' Ikke Så Svært (1992)

Kim Larsen albummet "Forklædt som voksen" og Laus Høybye albummet
"Krumme - Det' Ikke Så Svært" med Krumme's Sang (Dance Mix) (1992) m.fl.

## Galleri
- Mek Pek har spillet gulvbas professionelt siden 1984.
- 2011 - Mek Pek Party Band 30 års jubilæum
- 2017 - 35 år efter debutalbummet - Mek Pek Party Band